# Eparchia di Baalbek-Deir El-Ahmar
L'eparchia di Baalbek-Deir El-Ahmar (in latino Eparchia Helipolitana-Rubrimonasteriensis Maronitarum) è una sede della Chiesa maronita in Libano. Nel 2022 contava 39.800 battezzati. È retta dall'eparca Hanna Rahmé, O.L.M.

## Territorio
L'eparchia comprende la parte settentrionale della valle della Beqa'.
Sede dell'eparchia è la città di Deir el Ahmar, dove si trova la cattedrale di San Giorgio.
Il territorio è suddiviso in 45 parrocchie.

## Storia
L'eparchia maronita di Baalbek è relativamente recente. Primo vescovo noto è Gabriele I Moubarak, menzionato attorno al 1671. Come tutte le sedi maronite, la sua erezione canonica fu confermata nel sinodo maronita del Monte Libano del 1736.
Il 4 agosto 1977 cedette una porzione di territorio a vantaggio dell'erezione dell'eparchia di Jounieh. Lo stesso giorno fu eretta l'eparchia di Zahleh, che venne unita a quella di Baalbek. Il 9 giugno 1990 le due eparchie sono state separate e contestualmente l'eparchia di Baalbek ha assunto il nome attuale.

## Cronotassi dei vescovi
Si omettono i periodi di sede vacante non superiori ai 2 anni o non storicamente accertati.
- Gabriele I Moubarak † (circa 1671 - 1732 deceduto)
- Arsenio † (menzionato nel 1757)
- Gabriele II Moubarak † (1763 - 28 luglio 1788 deceduto)
- Pietro Moubarak † (1788 - 17 novembre 1807 deceduto)
- Antonio Khazen † (1808 - 18 febbraio 1858 deceduto)[2]
- Youhanna Al-Hajj † (10 agosto 1861 - 23 giugno 1890 confermato patriarca di Antiochia)
- Giovanni Murad † (12 giugno 1892 - 1º maggio 1937 deceduto)
- Elias Richa † (10 ottobre 1937 - 24 agosto 1953 deceduto)
- Abdallah Nujaim † (4 aprile 1954 - 12 novembre 1966 dimesso[3])
- Chucrallah Harb † (15 marzo 1967 - 4 agosto 1977 nominato eparca di Jounieh)
- Georges Scandar † (4 agosto 1977 - 9 giugno 1990 nominato eparca di Zahleh)
- Philippe Boutros Chebaya † (9 giugno 1990 - 10 giugno 1995 ritirato)
- Paul-Mounged El-Hachem † (10 giugno 1995 - 27 agosto 2005 nominato nunzio apostolico in Kuwait, Bahrein, Yemen e Qatar e delegato apostolico nella Penisola Arabica[4])
- Simon Atallah, O.A.M. (24 settembre 2005 - 14 marzo 2015 ritirato)
- Hanna Rahmé, O.L.M., dal 20 giugno 2015

## Statistiche
L'eparchia nel 2022 contava 39.800 battezzati.
| anno | popolazione | popolazione | popolazione | presbiteri | presbiteri | presbiteri | presbiteri                | diaconi | religiosi | religiosi | parrocchie |
| anno | battezzati  | totale      | %           | numero     | secolari   | regolari   | battezzati per presbitero | diaconi | uomini    | donne     | parrocchie |
| ---- | ----------- | ----------- | ----------- | ---------- | ---------- | ---------- | ------------------------- | ------- | --------- | --------- | ---------- |
| 1950 | 42.000      | ?           | ?           | 130        | 120        | 10         | 323                       |         | 46        | 42        | 87         |
| 1951 | 42.000      | ?           | ?           | 126        | 114        | 12         | 333                       |         | 46        | 39        | 84         |
| 1970 | 86.500      | 189.600     | 45,6        | 126        | 63         | 63         | 686                       |         | 76        | 170       | 99         |
| 1980 | 55.000      | ?           | ?           | 25         | 14         | 11         | 2.200                     |         | 14        | 37        | 45         |
| 1990 | 30.000      | ?           | ?           | 12         | 10         | 2          | 2.500                     |         | 2         | 10        | 19         |
| 1999 | 35.000      | ?           | ?           | 17         | 12         | 5          | 2.058                     |         | 5         | 22        | 19         |
| 2000 | 35.000      | ?           | ?           | 19         | 14         | 5          | 1.842                     |         | 6         | 23        | 20         |
| 2001 | 35.000      | ?           | ?           | 12         | 8          | 4          | 2.916                     |         | 4         | 23        | 20         |
| 2002 | 36.000      | ?           | ?           | 16         | 11         | 5          | 2.250                     |         | 5         | 22        | 18         |
| 2003 | 34.000      | ?           | ?           | 19         | 13         | 6          | 1.789                     |         | 7         | 21        | 21         |
| 2004 | 30.000      | ?           | ?           | 14         | 9          | 5          | 2.142                     | 2       | 5         | 15        | 24         |
| 2006 | 34.000      | ?           | ?           | 20         | 12         | 8          | 1.700                     | 2       | 8         | 33        | 34         |
| 2009 | 35.000      | ?           | ?           | 17         | 11         | 6          | 2.058                     | 2       | 6         | 32        | 34         |
| 2012 | 45.000      | ?           | ?           | 20         | 12         | 8          | 2.250                     | 1       | 21        | 31        | 34         |
| 2015 | 66.200      | ?           | ?           | 21         | 14         | 7          | 3.152                     | 1       | 9         | 31        | 34         |
| 2018 | 40.600      | ?           | ?           | 24         | 16         | 8          | 1.691                     |         | 8         | 32        | 45         |
| 2020 | 40.600      | ?           | ?           | 26         | 17         | 9          | 1.561                     |         | 9         | 33        | 45         |
| 2022 | 39.800      | ?           | ?           | 28         | 19         | 9          | 1.421                     |         | 9         | 38        | 45         |